# Пристанище Поларис-8
Пристанище Поларис-8 е пристанище за обработка на генерални и насипни товари, разположено на река Дунав край Силистра, България.

## Капацитет
Пристанището е разположено на 378-ия километър на река Дунав и разполага с 2 корабно претоварни места:
- Корабно претоварно място № 1 – за обработка на генерални и насипни товари. Оборудвано с понтон за престой на самоходни кораби – до 4 кораба на борд в един ред;
- Корабно претоварно място № 2 – за обработка на генерални и насипни товари.